# Brandon Darner
Brandon Darner (født i februar 1977), var en afløsende perkussionist i Slipknot. Han blev rekrutteret da bandet manglede en perkussionist efter fyringen af Greg Welts. Han hjalp også til som Joey Jordisons trommeteknikker og Mick Thomsons guitarteknikker. Han blev senere erstattet af Chris Fehn som er det nuværende medlem.
Sent i 1990'erne var Brandon også trommeslager i bandet "Sector7" og bassist for "One Cup Fat." Darmer havde også en kort succes med Slipknotmedlemmet Shawn Crahans band To My Surprise, men han forlod dem igen. På nuværende tidpunkt er han guitarist i bandet The Envy Corps. Hans maske i Slipknot var en gammel trold med gråt hår som lignede shawn' klovnemaske
Darner havde to hjerte operationer i en ung alder. En operation til at indsætte en kunstig ventil og den anden for at erstatte ventilen med en ny. Lægerne forventede ikke at han blev mere end 18 år.